# Менереу
Менереу (рум. Mănerău) — село у повіті Хунедоара в Румунії. Входить до складу комуни Пестішу-Мік.
Село розташоване на відстані 293 км на північний захід від Бухареста, 10 км на південь від Деви, 123 км на південний захід від Клуж-Напоки, 128 км на схід від Тімішоари.

## Населення
За даними перепису населення 2002 року у селі проживали 303 особи. Усі жителі села рідною мовою назвали румунську.
Національний склад населення села:
| Національність | Кількість осіб | Відсоток |
| -------------- | -------------- | -------- |
| румуни         | 294            | 97,0%    |
| цигани         | 8              | 2,6%     |